# 検案
検案（けんあん、英: External examination on Clinical autopsy）とは、医師が死体に対して、臨床的に死因を究明する作業。医師法19条に基づき死体検案書を交付しなければならない。犯罪性の有無に関わらず、外傷性なのか、病死なのか死因を医学的・臨床的に評価することである。画像検査・血液検査等も含めて臨床的に判断する。オートプシーイメージング（AI：画像検死）等も含まれる。

## 概要
検案とは、医師または獣医師が死体に対して、死亡を確認し、死因、死亡推定時刻、異状死との鑑別を総合的に判断することをいう。都立広尾病院事件の最高裁判所判決によれば、医師法21条にいう死体の「検案」とは、医師が死因等を判定するために死体の外表を検査することをいい、当該死体が自己の診療していた患者のものであるか否かを問わない。
検案の結果、死亡を確認し異状死でないと判断したら、医師（獣医師）は死体検案書を作成する。異状死の疑いがある場合は警察に連絡し、検察官または警察官が検視を行うことになる。検案には解剖を行うことは含まれない。なお、歯科医師は検案を行えない。

## 死体検案書の意義
1. 人間（動物）の死亡を医学的・法律的に証明する。
2. 死因統計作成の資料となる。
3. 刑事・民事事件の証拠や保険の認定、査定の資料となる。

## 死体検案書と死亡診断書
治療中の患者（患畜）がその傷病で死亡した場合は、死亡診断書が作成される。死亡診断書は歯科医師も作成発行する事ができる。
それ以外の場合（治療中でない人が死亡した場合、治療中の傷病以外の原因で死亡した場合）には、死体検案書が作成される。

## 検案の根拠法令と医師の義務
- 作成交付義務

医師法19条2項により、検案を行った医師は遺族に死体検案書（死亡診断書）を速やかに交付する義務がある。
獣医師法19条2項により、検案をした獣医師は検案書の交付を求められた場合、正当な理由がなければ拒んではならない。
- 異状死体等の届出義務

医師法21条により、死体に異状があった場合には、検案した医師は24時間以内に所轄警察署に届け出る義務がある。

## 戸籍との関係
戸籍法86条2項により、市区町村の戸籍係に死亡届を提出するには、死体検案書または死亡診断書が必要である。ただし、やむをえない理由があるときは、死亡を証明する書面を提出し、死体検案書または死亡診断書が提出できない理由を届出書に記載することで死亡届を提出することができる。（戸籍法86条3項）